# Organizações relacionadas à Igreja de Unificação
Sun Myung Moon, fundador da Igreja da Unificação, acreditava em um Reino literal de Deus na terra a ser realizado pelo esforço humano, motivando seu estabelecimento de numerosos grupos, alguns que não são estritamente religiosos em seus propósitos.   Essa visão impulsionou a criação de inúmeros grupos, alguns dos quais não se limitam estritamente a propósitos religiosos. Embora Moon não estivesse diretamente envolvido na gestão cotidiana das organizações que indiretamente supervisionava, todas atribuem a inspiração por trás de seu trabalho à sua liderança e aos seus ensinamentos.   

## Organizações multifacetadas

### Associação Colegiada para a Pesquisa de Princípios (CARP)
A Associação Colegiada para a Pesquisa de Princípios (대학원리연구회, CARP) é uma entidade colegiada estabelecida por Sun Myung Moon e seus seguidores em 1955. Conforme descrito no site do CARP, seu propósito é fomentar "a cooperação intercultural, inter-racial e internacional por meio da perspectiva unificadora".   J. Isamu Yamamoto afirma em seu livro "A Igreja da Unificação" que, embora o CARP por vezes tenha sido discreto sobre sua conexão com a Igreja da Unificação, a ligação entre ambas sempre foi robusta, uma vez que ambas compartilham o propósito de disseminar os ensinamentos de Moon.

### Federação para a Paz Universal
A Federação para a Paz Universal  ko (천주평화연합, UPF) é uma organização internacional e inter-religiosa da sociedade civil, fundada em 2005, que promove a liberdade religiosa. A UPF é uma organização não governamental sem fins lucrativos 501(c)(3) com status consultivo geral junto ao Conselho Econômico e Social das Nações Unidas (ECOSOC). Seu periódico,  "Diálogo e Aliança", é publicado em Tarrytown, Nova York. A UPF apoia ativamente projetos das Nações Unidas, especialmente nas áreas de educação para a paz, família e construção da paz. Durante a 2ª Cúpula Ásia-Pacífico, o Primeiro-Ministro do Camboja, Sen, recebeu o Prêmio de Liderança e Boa Governança da UPF. Este prêmio é concedido pela UPF em reconhecimento à excelência de alguém na liderança, com base em princípios morais e espirituais. Até agora, mais de 60 pessoas de 48 países receberam esse prêmio, incluindo a ex-Primeira-Ministra britânica Margaret Thatcher.
Durante a crise da Covid-19, a Federação para a Paz Universal (UPF) coordenou diversos Encontros de Esperança, eventos virtuais que congregaram milhares de líderes mundiais. Esses encontros foram fundamentados em uma cultura compartilhada de interdependência, prosperidade mútua e valores universais.
Em 1º de julho de 2019, o presidente da Federação para a Paz Universal (UPF), Dr. Thomas G. Walsh, teve um encontro com o Papa Francisco no Vaticano, em uma audiência privada.     Antes desse encontro, a UPF já havia participado de programas organizados pelo Vaticano, incluindo consultas sobre a crise síria em 2014 e a celebração do 50º aniversário da encíclica papal em homenagem a Nostra Aetate. Durante a conversa, foi destacada a importância da oração e da família, e o Dr. Walsh expressou a disposição da UPF e da Igreja da Unificação em apoiar e colaborar com os parceiros da Igreja Católica em áreas como a família, ecologia e relações inter-religiosas.
Ao final da reunião, foi discutida a próxima Cúpula da Federação para a Paz Universal (UPF) em 2020, que estava programada para ocorrer na Coreia do Sul.   

### Estrada da Paz (Peace Road)
A Peace Road é uma importante iniciativa internacional que visa enfatizar a importância de construir a Rodovia Internacional da Paz, a fim de conectar nações e continentes ao redor do mundo. O projeto de construção da Rodovia Internacional da Paz foi proposto pelo Reverendo Sun Myung Moon na Conferência Internacional sobre a Unidade da Ciência (ICUS) em 1981. Ele também propôs a construção de uma rodovia entre antigos inimigos, Coreia do Sul e Japão, e um "túnel da paz" através do Estreito de Bering com o objetivo de conectar pessoas e superar divisões no mundo. A Peace Road ocorre em 120 países ao redor do mundo e é patrocinada pela Federação para a Paz Universal.

### Litte Angles
O Little Angels Children's Folk Ballet of Korea é um grupo de dança fundado em 1962 por Moon e outros membros da Igreja da Unificação para projetar uma imagem positiva da Coreia do Sul para o mundo. Em 1973, eles se apresentaram na sede das Nações Unidas na cidade de Nova York. As danças do grupo são baseadas em lendas coreanas e danças regionais, e seus trajes são inspirados em estilos tradicionais coreanos.

### Associação Internacional de Parlamentares pela Paz (IAPP)
A Associação Internacional de Parlamentares pela Paz (IAPP) trabalha para promover a paz e o entendimento entre nações potencialmente hostis . Mais de cem parlamentares de cerca de 40 países do mundo anunciaram uma resolução sobre o estabelecimento da Associação Internacional de Parlamentares pela Paz (IAPP) na Assembleia Nacional da Coreia do Sul em fevereiro de 2016, durante uma conferência internacional. Desde a sua fundação, a IAPP se espalhou por todos os continentes do mundo. Em Uganda, a IAPP foi estabelecida em 2017 no parlamento nacional com a participação de vários legisladores. O Presidente da Assembleia Nacional do Gana, Sr. Bagbin, apoiou o estabelecimento da Associação Internacional de Parlamentares pela Paz (IAPP) em maio de 2021. O estabelecimento da IAPP na Libéria, em 2018, foi apoiado pelo Dr. Roland, do Comitê Parlamentar de Paz, Religião e Reconciliação Nacional.

### Rally of Hope
O Rally of Hope foi lançado em 2020 com o objetivo de conectar pessoas ao redor do mundo ao vivo online. No Rally of Hope, especialistas discutem grandes problemas mundiais, como mudanças climáticas, a crise da COVID-19, geopolítica e muito mais. Milhões de pessoas ao redor do mundo participaram dos Rallies of Hope, e alguns dos palestrantes foram o ex-Secretário-Geral das Nações Unidas, Ki-Moon, o ex-Vice-Presidente dos Estados Unidos, Pence, o ex-Secretário de Estado dos Estados Unidos, Pompeo, e outros políticos. O Rally of Hope é patrocinado pela UPF.

### Think Thank 2022
O Think Tank 2022, lançado em maio de 2021, é uma rede global que reúne milhares de especialistas com o objetivo de buscar soluções para alcançar a paz na Península Coreana. A iniciativa foi apoiada por muitos líderes mundiais, como o ex-Secretário-Geral da ONU, Ki-Moon, o ex-Vice-Presidente dos Estados Unidos, Pence, o ex-Secretário de Estado dos Estados Unidos, Pompeo, o Primeiro-Ministro do Camboja, Hun Sen, o ex-Presidente da Câmara dos Representantes dos Estados Unidos, Gingrich, entre outros. O Think Tank 2022 opera por meio de grupos de especialistas e em cooperação com associações internacionais da UPF.

### World Summit
A Cúpula Mundial é um projeto da UPF que visa reunir os chefes de estado, que com sua vasta experiência e sabedoria podem ajudar a construir um mundo de entendimento mútuo, paz sustentável e prosperidade para todos. O ex-presidente nigeriano Goodluck Jonathan proferiu o discurso de abertura na Cúpula Internacional da Paz de 2019 em São Tomé e Príncipe. A conferência contou com a presença de vários líderes africanos atuais e anteriores, como o presidente e primeiro-ministro de São Tomé, o ex-presidente do Níger e o ex-presidente da Guiné-Bissau. Paz, segurança e desenvolvimento humano foram discutidos na Cúpula Mundial de 2020 na Coreia do Sul. O primeiro-ministro do Camboja, Hun Sen, o ex-Secretário-Geral da ONU Ban Ki Moon, o ex-presidente da Nigéria Goodluck Jonathan, Newt Gingrich, ex-presidente do Congresso dos EUA, e muitos outros líderes mundiais participaram da cúpula. Em fevereiro de 2022, foi realizado um fórum global para discutir o estabelecimento da paz na Península Coreana, como parte da Cúpula Mundial da Paz de 2022 na Coreia do Sul. A UPF e o Governo Real do Camboja convocaram a Cúpula Mundial para a Paz na Península Coreana de 2022 na Coreia do Sul. O ex-presidente dos EUA Trump, Sall, presidente do Senegal, o ex-Secretário de Estado dos EUA Pompeo, o ex-presidente do Congresso dos EUA Gingrich, o ex-presidente da Comissão Europeia Barroso e numerosos outros líderes mundiais participaram da cúpula, presencialmente ou via vídeo. A UPF organizou uma cúpula mundial para a paz em agosto de 2022 na Coreia do Sul. A cúpula contou com a presença de vários líderes mundiais, como o ex-primeiro-ministro canadense Harper, o ex-presidente do Congresso dos EUA Gingrich, o ex-Secretário de Estado dos EUA Pompeo e outros. Os participantes da cúpula deram seu apoio à construção da paz no mundo, especialmente na Península Coreana. A liberdade religiosa também foi discutida na cúpula, e foi dado apoio à educação de jovens na África.

### Conselho Internacional de Cúpulas para a Paz (ISCP)
O Conselho Internacional de Cúpulas para a Paz (ISCP) foi lançado em 2019 na Coreia do Sul com o objetivo de reunir ex e atuais chefes de governo e estado. Entre os participantes da reunião inaugural estavam o ex-vice-presidente dos EUA Cheney, o ex-presidente da Câmara dos Representantes dos EUA Gingrich, o ex-presidente da Albânia Moisiu, o ex-presidente do Paraguai Gómez e outros ex e atuais presidentes. O ISCP continua a trabalhar sobre as bases da Cúpula Mundial da Paz, estabelecida em 1987. Goodluck Jonathan, ex-presidente da Nigéria, tornou-se o presidente do Conselho Internacional de Cúpulas para a Paz na África (ISCP-Africa), uma organização composta por ex-presidentes africanos. Na cerimônia de abertura do Summit Ásia-Pacífico 2019, o Primeiro-Ministro do Camboja, Hun Sen, assinou a Resolução sobre o lançamento do Conselho Internacional de Cúpulas para a Paz (ISCP). O Primeiro-Ministro do Camboja, Hun Sen, proferiu o discurso principal no Conselho Internacional de Cúpulas para a Paz (ISCP) em 2022. Hun Sen propôs que as duas Coreias comecem a cooperar através da UNESCO, cooperem culturalmente e transformem a zona desmilitarizada em uma zona de paz. O Conselho Internacional de Cúpulas para a Paz (ISCP)-África discutiu a questão da COVID-19 na África e prometeu apoio aos esforços dos países africanos para conter a propagação da pandemia de COVID-19. Eles apelaram à comunidade internacional para ajudar as pessoas na África a lutar contra a COVID-19 com suprimentos médicos. O ISCP África defende a boa governança no continente africano e a organização reúne ex-presidentes africanos. Na Cúpula da Paz de São Tomé de 2019, Goodluck Jonathan afirmou que os objetivos do Conselho Internacional de Cúpulas para a Paz (ISCP) coincidiam com seus objetivos pessoais e ideais de fortalecer a democracia, paz e estabilidade apoiando a juventude da África. O ex-presidente da Nigéria, Goodluck Jonathan, liderou a sessão do Conselho Internacional de Cúpulas para a Paz (ISCP) no Summit Mundial de 2020 na Coreia do Sul, onde ex e atuais chefes de governo discutiram problemas atuais no mundo.